# Václav Boštík
Václav Boštík (6. listopadu 1913, Horní Újezd u Litomyšle – 7. května 2005, Praha) byl český malíř, grafik a ilustrátor.

## Životopis
V letech 1933–1937 studoval profesuru kreslení a deskriptivní geometrie na ČVUT. Roku 1937 nastoupil na Akademii výtvarných umění, kde se stal žákem prof. Williho Nowaka. Studium ukončil v roce 1946. Od roku 1942 byl členem Umělecké besedy. V roce 1959 se stal jedním se zakládajících členů skupiny UB 12, která výrazně poznamenala vývoj československého umění v 60. letech.
Rané dílo Václava Boštíka je hodně ovlivněno malíři Corotem a Cézannem. Už v polovině 50. let, kdy v Česku (resp. Československu) bylo umění svázáno socialistickým realismem, přešel Boštík k abstraktní tvorbě, inspirované zejména zájmem o geometrii a astronomii. Jeho první samostatná výstava se konala v roce 1957 v Alšově síni Umělecké besedy.
Kromě malování vytvořil Václav Boštík v letech 1955 až 1959 s Jiřím Johnem i unikátní pražský památník obětem holocaustu. Na zdi Pinkasovy synagogy napsali 77 297 jmen nacistických obětí z Čech a Moravy.
Později se podílel na restaurování renesančních sgrafit na fasádě zámku v Litomyšli a na domech ve Slavonicích, Kyjově, Telči a Lounech. Vzhledem k omezeným možnostem prezentovat své dílo v Československu se kromě restaurování věnoval i ilustraci a grafické úpravě publikací.
V 70. a 80. letech prezentoval své dílo na samostatných výstavách v zahraničí (Řím, Besançon, Paříž).

### Ocenění[1]
V roce 1991 byl oceněn Řádem umění a literatury Francouzské republiky v hodnosti rytíř, v roce 2004 získal v České republice cenu Ministerstva kultury za přínos v oblasti výtvarného umění a v témže roce medaili za zásluhy od prezidenta republiky.

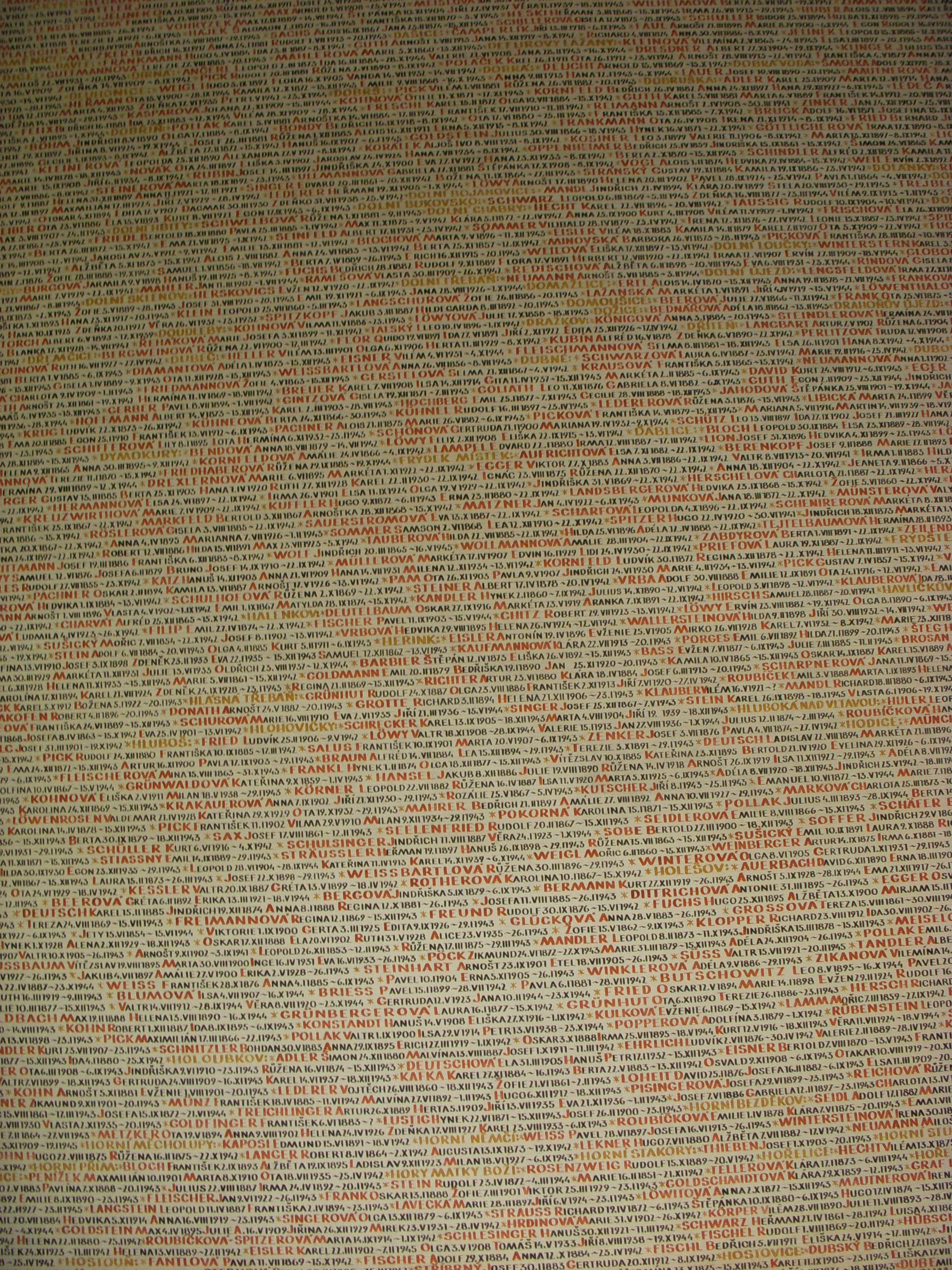
Jména českých židovských obětí holocaustu v Pinkasově synagoze

## Zastoupení ve sbírkách (výběr)
- Národní galerie v Praze
- Moravská galerie Brno
- Gočárova galerie v Pardubicích
- Galerie umění Karlovy Vary
- Galerie moderního umění v Roudnici nad Labem
- Galerie Mathieu Lyon
- Kolumba Museum Köln
- Sammlung Lenz Schönberg
- Staatliche Kunstsammlungen Dresden

## Význam
Václav Boštík představuje vrcholnou hodnotu v novodobém malířství. V pozdních dílech překonává hranice výtvarných žánrů. Jeho obrazy přesahují dokonce i hranice umění, blíží se mystice i vědě, působí jako výsledky neobyčejně vnímavého snění. Je z nich patrná snaha o uchopení principu a tajemství celého vesmíru.[zdroj?]